# Frida Kahlo
Frida Kahlo de Rivera (pronunție în spaniolă [ˈfɾiða ˈkalo]; născută Magdalena Carmen Frieda Kahlo y Calderón;  n. 6 iulie 1907, Ciudad de México, Mexic – d. 13 iulie 1954, Ciudad de México, Mexic) a fost o pictoriță mexicană care s-a făcut cunoscută mai ales prin autoportretele sale pictate într-un stil suprarealist.
Frida Kahlo s-a născut și a murit în capitala Mexicului, Mexico City, în casa sa, cunoscută sub numele de Casa Albastră (Casa Azul). A afirmat mereu că s-a născut în 7 iulie 1910, deși certificatul de naștere atestă că s-a născut în 6 iulie 1907. Prin aceasta ea voia ca data sa de naștere să coincidă cu data de începere a Revoluției Mexicane, astfel încât viața ei să fi început odată cu nașterea Mexicului modern. 
Opera sa este considerată emblematică pentru cultura națională mexicană, îmbinând stilul suprarealist cu tradițiile indigene. Cultura mexicană și tradițiile amerindiene se îmbină armonios în pictura Fridei Kahlo, de multe ori lucrările sale fiind considerate adesea artă naivă, mai apropiate de folk art decât de curentul suprarealist propriu zis. Mulți au considerat însă că pictura sa se încadrează totuși în curentul suprarealist. În 1938, André Breton, inițiator și teoretician al suprarealismului, aprecia că pictura Fridei Kahlo este „o panglică în jurul unei bombe”. Artista a avut o căsnicie tumultuoasă (azi se spune „deschisă”) cu marele pictor mexican Diego Rivera. A suferit toată viața, având numeroase probleme de sănătate, multe cauzate de un teribil accident auto suferit în tinerețe. Recuperarea îndelungată după accident, recuperare care nu s-a realizat niciodată complet, a izolat-o oarecum de restul lumii, această izolare, închidere în ea însăși, este reflectată în pictura sa, explicând oarecum de ce majoritatea lucrărilor sale sunt autoportrete. Multe autoportrete sunt un reflex al suferinței fizice cauzate de urmările accidentului suferit. Frida a afirmat în repetate rânduri: „mă pictez pe mine, pentru că mult prea adesea sunt singură și pentru că sunt subiectul pe care îl cunosc cel mai bine”. De multe ori spunea, „M-am născut cățea. M-am născut pictor”.

## Copilăria și familia

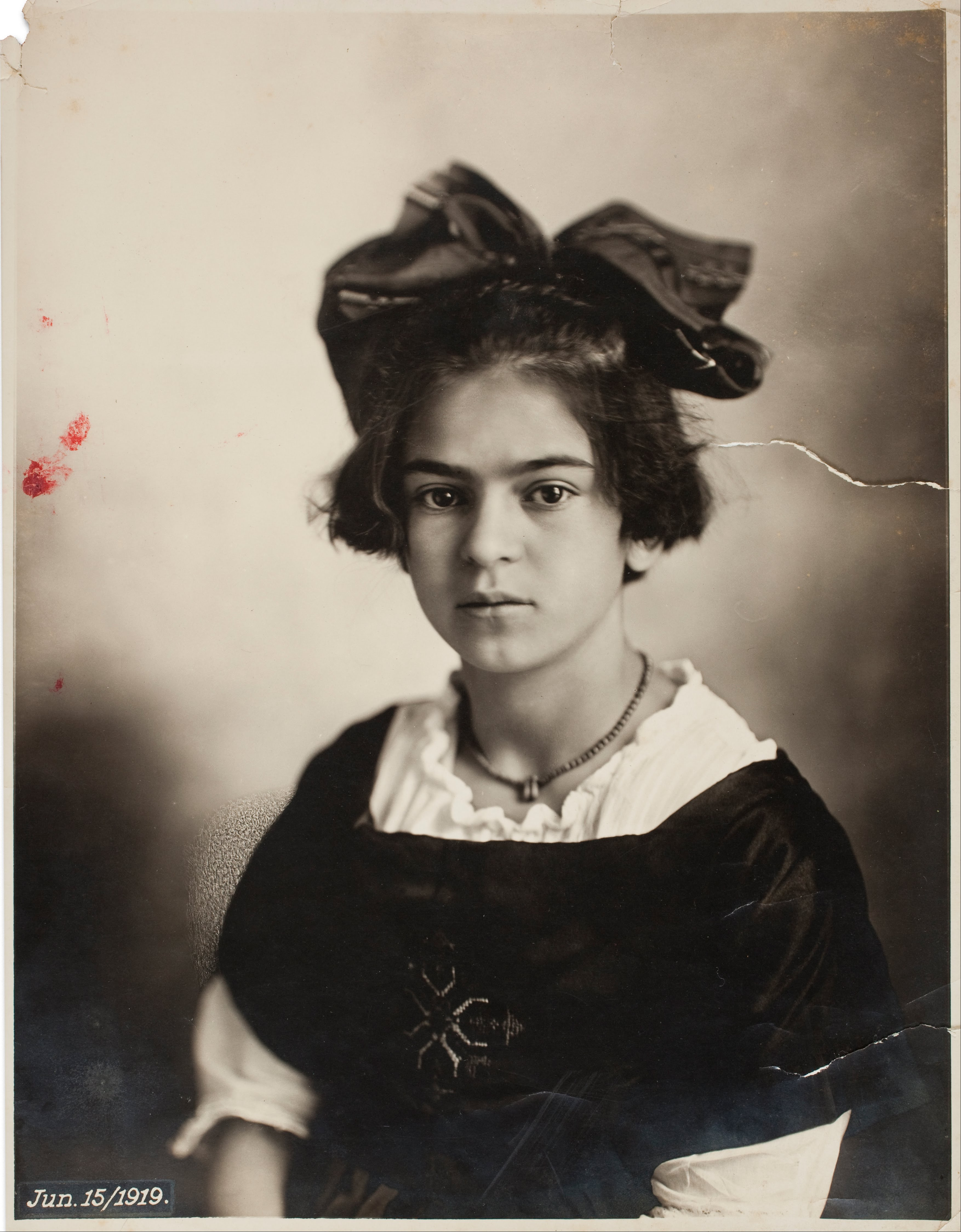
Frida Kahlo în 1919

Frida Kahlo s-a născut în 6 iulie 1907, în casa părinților săi, cunoscută drept Casa Azul, azi Muzeul Frida Kahlo, în Coyoacán. În acea vreme, Coyoacán era un mic orășel, în apropiere de Mexico City. Tatăl Fridei Guillermo Kahlo (1871–1941), se născuse cu numele de Carl Wilhelm Kahlo în 1871, în Germania, la Pforzheim, fiul unui anume Jakob Heinrich Kahlo și al Henriettei Kaufmann. În timpul vieții artistei, dar și după decesul acesteia, în mai multe articole de ziar s-a afirmat că tatăl său ar fi de origine evreiască. Se afirmă că artista nu și-ar fi negat niciodată originea evreiască. (Dar nici nu și-a afirmat-o vreodată.) Cu toate acestea, studii genealogice recente au indicat că tatăl său provine dintr-o familie luterană, neavând absolut nici o tangență cu etnia evreiască. Carl Wilhelm Kahlo a emigrat în Mexic în 1891, pe când avea 19 ani, iar după sosire, și-a schimbat numele mic, din Wilhelm, în echivalentul spaniol, Guillermo.
Mama Fridei, Matilde Calderón y González, era o credincioasă romano-catolică înfocată, având origini amerindiene și spaniole. Părinții artistei s-au căsătorit imediat după moartea primei soții a lui Guillermo, survenită la nașterea celui de-al doilea copil. Deși căsătoria lor nu a fost tocmai fericită, Guillermo și Matilde au avut patru fiice. Frida a remarcat odată că a crescut înconjurată de femei. Toată viața a fost apropiată de tatăl său. În 1910 a izbucnit Revoluția Mexicană, moment în care artista avea trei ani. Mai târziu avea să noteze că mama sa, le-a ascuns pe fete în casă, în momentul în care au început să se audă focuri de armă prin oraș. Frida s-a îmbolnăvit de poliomielită pe când avea șase ani, în urma căreia, piciorul său drept a devenit mai subțire decât cel stâng. Mai târziu, va ascunde acest defect, îmbrăcând rochii lungi, viu colorate. S-a afirmat că s-ar fi născut cu spina bifida, un defect congenital care ar fi afectat deopotrivă măduva spinării cât și dezvoltarea piciorului. Cu toate acestea, a practicat multe sporturi, printre care și boxul. În 1922, Frida Kahlo s-a înscris la Escuela Nacional Preparatoria, una din cele mai bune școli din capitală, una din cele 35 de eleve. Aici, a intrat într-un grup de băieți și fete, îndrăgostindu-se de băiatul cu cea mai puternică personalitate, un anume Alejandro Gómez Arias. Din această perioadă, artista își amintește de violentele lupte de stradă, din timpul revoluției ce continua cu violență.

### Accidentul
În 17 septembrie 1925, Frida se găsea într-un autobuz, când acesta s-a ciocnit violent cu un troleibuz. A suferit un accident grav, cu numeroase fracturi, o fractură de coloană, una de claviculă, fracturi ale coastelor, fractură de bazin, 11 fracturi ale piciorului, piciorul drept și umărul dislocat. A fost necesară montarea unei armături metalice, care a perforat uterul și abdomenul. În consecință, nu va mai putea avea copii niciodată, fapt ce o va afecta enorm, aspect prezent în unele din autoportretele sale. Accidentul îi va produce dureri îngrozitoare, rămânând imobilizată complet timp de trei luni. Deși ulterior a reușit să se recupereze și să reușească din nou să meargă, durerile o vor însoți toată viața. Durerile erau atât de intense, încât era nevoită să se se interneze luni de zile în spital pentru tratament. În total a suferit 35 de operații, majoritatea la bazin și spate, și la ambele picioare. Complicațiile medicale în urma accidentului, durerile aproape permanente și armătura metalică au împiedicat-o să aibă copii. Deși a rămas de trei ori însărcinată, a fost nevoită de fiecare dată să renunțe.

## Cariera artistică
După accident, Frida Kahlo a abandonat studiile de medicină pentru a se dedica picturii. Pictase și mai înainte, în timp ce era imobilizată în spital pentru a-și ocupa timpul. În cele trei luni de după accident, autoportretele predomină în pictura sa. Mama sa i-a adus un șevalet special, conceput de așa manieră încât să poată picta fără să se scoale din pat, iar tatăl său i-a adus culori și pensule. Lucrările sale din această perioadă sugerează durerile atroce pe care le suporta. Kahlo a realizat cel puțin 140 de lucrări de pictură, împreună cu alte zeci de desene și studii. Din cele 140 de lucrări de pictură, 55 sunt autoportrete, care adesea încorporează o simbolistică complexă, legată adesea de suferințele sale fizice, dar și de mitologia mexicană. Avea să mărturisească la un moment dat: „Nu pictez niciodată vise. Pictez propria mea realitate”. Pictorul Diego Rivera a avut o influență considerabilă asupra stilului ei de a picta. De altfel, Frida l-a admirat din totdeauna pe Diego Rivera. Prima dată s-a apropiat de el în 1925 la Ministerul Educației Publice, unde lucra la o frescă murală. I-a arătat pictorului patru din lucrările sale, întrebându-l dacă are cumva talent. Pictorul, impresionat, i-ar fi spus: „Ai talent”. După acest schimb de replici, Diego Rivera a devenit un oaspete permanent în casa părinților Fridei. Fără discuție, aprecierile pozitive ale pictorului și comentariile admirative ale acestuia, au determinat-o pe Frida Kahlo să-și urmeze chemarea artistică. Kahlo a fost de asemenea influențată de cultura indigenă mexicană, o explozie de culori vii, simbolism dramatic și stil primitiv. În compozițiile sale a introdus adesea maimuțe. În mitologia mexicană, maimuța este simbolul dorinței, dar artista le-a zugrăvit întotdeauna cu tandrețe, prezentându-le ca simboluri protectoare. De asemenea, în lucrările sale apar adesea simboluri creștine. Practic, în majoritatea lucrărilor sale se combină tradițiile și simbolistica religioasă mexicană cu tratarea suprarealistă a subiectului. În 1938, artista a avut prima și singura galerie solo în SUA, la galeria Julien Levy. Lucrările sale au fost în general bine primite de public, expoziția atrăgând o sumedenie de artiști de marcă. La invitația lui  André Breton, a mers în Franța în 1939, deschizând o expoziție și în Paris. Cu această ocazie, Muzeul Luvru a cumpărat una din lucrările expuse, „Cadrul”("The Frame"). A fost prima operă de artă realizată de un artist mexican în sec. 20, care a fost cumpărată de celebrul muzeu.

## Căsătoria

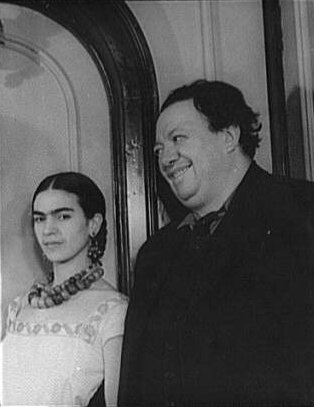
Frida Kahlo și Diego Rivera, 1932

În calitate de artist debutant, Kahlo a comunicat îndeaproape cu marele pictor mexican Diego Rivera, i-a cerut adesea sfatul și, mai ales, l-a întrebat dacă ar putea să înceapă o carieră de pictor. Diego a recunoscut imediat talentul ei nativ, încurajând-o să continue. Concomitent, au început să aibă și relații intime. Cu toată opoziția părinților, datorată se pare, reputației proaste a pictorului, dar și diferenței de vârstă de 21 de ani dintre ei, cei doi s-au căsătorit totuși în 1929. Ea avea 22 de ani, el, 43. Căsătoria lor nu a fost scutită de probleme. Amândoi aveau un temperament extrem de irascibil, și au avut numeroase relații extraconjugale. Frida, în plus, a avut relații sexuale atât cu bărbați, cât și cu femei. Dintre femei, cea mai cunoscută a fost cântăreața și dansatoarea Josephine Baker; Frida Kahlo nu a fost o bisexuală în accepțiunea modernă a termenului, relațiile sale cu alte femei au fost mai degrabă experiențe sexuale episodice, decât relații stabile. Dacă relațiilor sexuale ale soției sale cu femei nu le dădea importanță, cele cu bărbați îl înfuriau la culme pe Diego Rivera. Frida a avut aventuri cu numeroși bărbați, cei mai cunoscuți fiind  sculptorul Isamu Noguchi și comunistul  Leon Trotsky (Lev Davidovich Bronshtein). De cealaltă parte, Kahlo s-a înfuriat când a aflat că Diego avusese o aventură cu sora sa mai mică, Cristina. Cei doi au divorțat în noiembrie 1939, pentru a se recăsători în decembrie, anul următor. Cu toate acestea, neînțelegerile au continuat. Dormeau în camere separate, uneori alăturate.

## Ultimii ani
Atât Frida Kahlo, cât și Diego Rivera erau comuniști înfocați. Cei doi s-au împrietenit cu  Leon Trotsky spre sfârșitul anilor '30. Acesta fugise din Uniunea Sovietică, în urma conflictului de putere cu Iosif Visarionovici Stalin, fiind expulzat și condamnat la moarte. Inițial a fugit în Norvegia, după mai multe peregrinări ajungând în Mexic. Inițial, în 1937, Trotsky a locuit acasă la Rivera, apoi s-a mutat în casa Fridei, cu care a avut o aventură, în timp ce Rivera se zbătea să obțină pentru el azil politic din partea guvernului mexican. Ulterior, Trotsky, împreună cu soția, s-au mutat în altă casă în Coyoacán, unde a și fost asasinat, în 1940. În 1939, atât Kahlo, cât și Rivera, au renunțat la trotskism, devenind adepți entuziaști ai lui Stalin. Frida Kahlo a murit în 13 iulie 1954, la o săptămână după ce împlinise 47 de ani, și a fost arsă la crematoriu, conform uneia din ultimele sale dorințe. Câteva zile înainte să se stingă din viață, notase în jurnal: „Sper ca plecarea să fie veselă, și să nu mă întorc niciodată. Frida”. Cauza oficială a decesului a fost o embolie pulmonară, deși s-a suspectat că ar fi murit în urma unei supradoze, mai mult sau mai puțin accidentală, chestiune care n-a fost lămurită niciodată, deoarece nu i s-a mai făcut autopsie. În ultimii ani, starea ei se agravase considerabil, cu un an înainte i se amputase piciorul drept de la genunchi din cauza unei cangrene. De asemenea, avusese un acces de bronhopneumonie, care o slăbise considerabil. În autobiografia sa, Diego Rivera avea să noteze că ziua în care Frida s-a stins din viață a fost cea mai tragică din viața sa, adăugând cu tristețe că abia după moartea ei a realizat, prea târziu, că perioada alături de ea a fost cea mai frumoasă etapă a vieții sale. O urnă precolumbiană, conținând o parte din cenușa sa este expusă în casa Fridei, La Casa Azul  din Coyoacán, care din 1958 a fost transformată în muzeu, conținând un număr de lucrări ale sale, și multe obiecte de uz  personal.

## Recunoaștere postumă

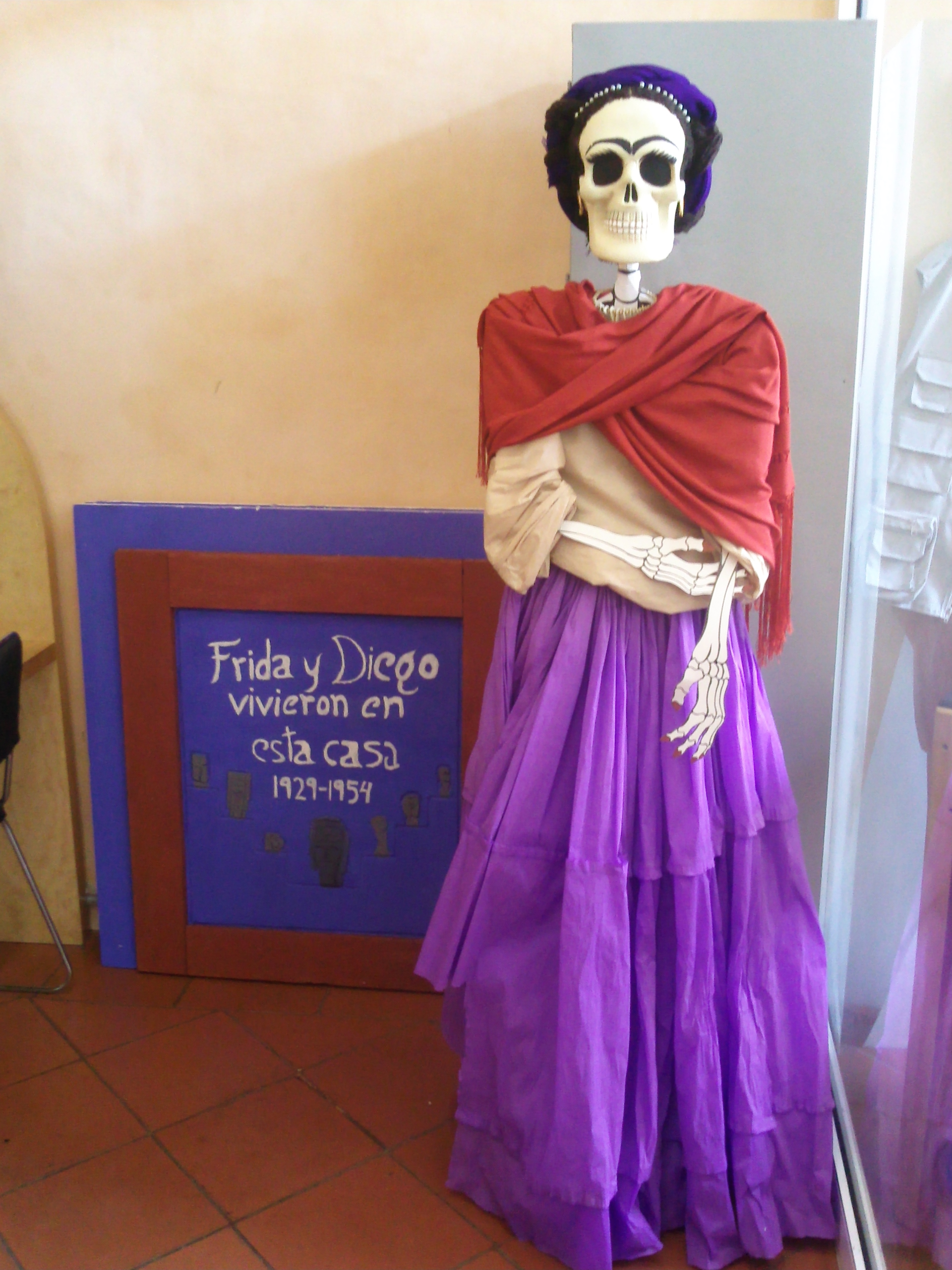
Imagine a Fridei pentru Ziua Morților (Día de los Muertos) la Muzeul Frida Kahlo

Cu excepția lucrării achiziționate în 1939 de Muzeul Luvru, opera Fridei Kahlo a rămas cvasi-necunoscută timp de două decenii după moartea acesteia. Lumea își amintea mai mult de ea, doar în calitate de soție a marelui pictor Diego Rivera. Pe la sfârșitul anilor '70, către începutul anilor '80, în Mexic a început să se dezvolte un nou curent artistic, cunoscut ca Neomexicanismo, care a devenit tot mai cunoscut publicului. Tot în această perioadă, ca o consecință directă a dorinței de valorificare a tradițiilor amerindiene ale Mexicului, a început să fie reconsiderată opera unor artiști precum Frida Kahlo, Abraham Ángel, Ángel Zárraga, și Jesus Helguera, care au devenit tot mai cunoscuți. În anii '80, alte evenimente au contribuit la recunoașterea valorii operei artistice a Fridei Kahlo. Prima retrospectivă importantă în afara Mexicului, împreună cu fotografii realizate de Tina Modotti, a avut vernisajul în mai 1982, la Galeria Whitechapel, (Whitechapel Gallery), în Londra, organizată și având drept curatori pe  Peter Wollen și Laura Mulvey. Expoziția, itinerantă, a fost organizată și în Suedia, Germania, Manhattan și Mexico City. Filmul Frida, naturaleza viva (1983), regizat de Paul Leduc, cu Ofelia Medina în rolul Fridei, și pictorul  Juan José Gurrola în rolul lui Diego Rivera, a avut și el un deosebit succes, contribuind substanțial la cunoașterea vieții și operei artistei. Actrița Ofelia Medina, pentru tot restul vieții, a rămas cunoscută pentru acest rol.  În aceeași perioadă, Hayden Herrera a publicat o biografie a Fridei Kahlo, o lucrare de referință pentru cunoașterea personalității artistei, Frida: The Biography of Frida Kahlo (1983). Biografia a devenit în scurtă vreme un best seller de succes, fiind tradusă în toată lumea.  Raquel Tibol, artistă mexicană și prietenă cu Frida, a scris Frida Kahlo: una vida abierta (2003). Altă lucrare de referință este biografia scrisă de criticul de artă și psihanalistul mexican Teresa del Conde. Se mai adaugă numeroase texte scrise de diverși critici de artă, cum ar fi  Jorge Alberto Manrique.
- Între 1990-91, lucrarea Diego on my Mind (1943), ulei pe masonit, 76x61 cm., a fost utilizată  ca piesă reprezentativă simbol al expoziției de artă Mexico: Splendors of Thirty Centuries, organizată la Metropolitan Museum of Art.
- În 1991, opera „Frida” compusă de Robert Xavier Rodriguez, comandată pentru American Music Theater Festival, a avut premiera la Philadelphia.
- În 1994, compozitorul și flautistul de jazz american, James Newton, a lansat un album inspirat de Frida Kahlo, album intitulat Suite for Frida Kahlo, la casa de discuri  AudioQuest Music (în prezent Sledgehammer Blues).[37]
- În 21 iunie 2001, Frida Kahlo a devenit prima femeie de origine hispanică, căreia poșta SUA i-a dedicat o marcă poștală.[38]
- Un alt film biografic, intitulat „Frida”, a fost lansat în 2002, film regizat de Julie Taymor, cu Salma Hayek în rolul artistei.[39] Scenariul filmului s-a bazat pe biografia Herrera. Filmul, distribuit în toată lumea, a adus un profit de 58 milioane de $.
- Între 9 iunie și 9 octombrie, o expoziție internațională cu lucrările artistei a fost organizată în Londra, la galeria Tate Modern.[40]
- În 2006, lucrarea „Rădăcini”(1943) a bătut toate recordurile deținute de artiști latino-americani, obținându-se pentru ea la o licitație organizată de Sotheby's, suma record de 5,6 milioane de $.[41]
- În 2008, o piesă de teatru, bazată pe biografia artistei a avut premiera la Edinburgh Festival Fringe. Intitulată  Frida Kahlo: Viva la vida!, piesa a fost scrisă de scriitorul mexican Humberto Robles. Actrița Gael Le Cornec, în rolul principal, a primit premiul de excelență artistică (Artistic Excellence Award) și premiul pentru cea mai bună interpretare feminină, la Brighton Festival Fringe în 2009.[42]
- Între 8 mai și 5 iulie 2009 fotografiile lui Nickolas Muray cu Frida Kahlo, împreună cu „Autoportret cu maimuțe”(1938) au apărut într-o expoziție  organizată la Albright–Knox Art Gallery, în Buffalo, New York.[43]
- Romanul The Lacuna (2009), scris Barbara Kingsolver, are ca personaj principal pe Frida Kahlo, și descrie viața ei alături de Rivera, pomenind și de aventura ei cu Leon Trotsky.
- În 6 iulie 2010, pentru a aniversa nașterea ei, Google a expus un logo dedicat artistei, incluzând un portret al Fridei, realizat în stilul ei caracteristic.[44]
- În 30 august 2010, Banca Mexicului (Bank of Mexico) a emis o bancnotă de 500 peso, având imprimat pe una din fețe portretul Fridei, împreună cu lucrarea intitulată „Dragostea îmbrățișează Universul, Pământul, (Mexicul), pe mine, pe Diego, și pe Dl. Xólotl”(1949), și pe cealaltă față, portretul lui Diego Rivera.[45]
- În februarie 2011, soprana  Dawn Upshaw, împreună cu Saint Paul Chamber Orchestra, a interpretat în premieră La Centinela y La Paloma (Santinela și Porumbița), compusă de Gabriela Lena Frank, laureată Latin Grammy, pe un text de Nilo Cruz, laureat al premiului Pulitzer. Ciclul orchestral o imaginează pe Frida Kahlo ca un spirit care îl vizitează pe Diego Rivera în timpul Zilei Morților.[46]
- Între 9 iulie și 2 octombrie 2011, o expoziție a lucrărilor Fridei Kahlo și ale lui Diego Rivera, intitulată Frida Kahlo and Diego Rivera: Masterpieces from the Gelman Collection, a fost organizată la Pallant House Gallery, Chichester, West Sussex.[47]
- Între 20 octombrie 2012 și 20 ianuarie 2013, lucrări ale Fridei Kahlo, împreună cu fotografii ale acesteia, au fost găzduite de o dublă retrospectivă, a ei, împreună cu Diego Rivera, expoziție intitulată Frida & Diego: Passion, Politics, and Painting, la Galeria de Artă din Toronto. Expoziția s-a mutat ulterior la High Museum of Art din Atlanta, între 14 februarie și 12 mai 2013.[48]
- Compozitorul finlandez Kalevi Aho, a compus o operă de cameră în 4 acte, intitulată Frida y Diego, cu premiera programată în stagiunea de toamnă 2014. Libretul în spaniolă, este scris de  Maritza Nuñez.[49]
- În mini-seria Trotsky (2017) dedicată lui Leon Trotsky  apare și Frida Kahlo, ca personaj de film.

### Sărbătorirea centenarului
Aniversarea a 100 de ani de la nașterea Fridei Kahlo a fost comemorată de cea mai mare expoziție organizată vreodată cu lucrările ei, la Palacio de Bellas Artes în Mexic. Lucrările au fost împrumutate de la Detroit, Los Angeles, Miami, Minneapolis, Miami, San Francisco - SUA, și Nagoya - Japonia. Expoziția a cuprins circa o treime din lucrările sale, cuprinzând de asemenea scrisori și manuscrise care nu mai fuseseră expuse anterior. Expoziția, inaugurată pe 13 iunie 2007, fiind deschisă până în 12 august, a depășit toate așteptările în ceea ce privește numărul de vizitatori. Câteva din lucrări au fost expuse în Monterrey, Nuevo León, iar în cursul lunii septembrie 2007, în diverse muzee din SUA. Altă expoziție, cuprinzând mai bine de 40 de autoportrete, naturi moarte, și portrete, a fost organizată la Walker Art Center, în Minneapolis, la Philadelphia Museum of Art și la San Francisco Museum of Modern Art. O expoziție retrospectivă, intitulată  "Frida Kahlo Retrospective", a fost organizată la Walter-Gropius-Bau, Berlin, Germania, deschisă din 30 aprilie până la 9 august 2010, a reunit peste 120 de desene și lucrări de pictură, multe expuse în premieră publicului.

### La Casa Azul
Casa Azul („Casa albastră”) din Coyoacán, Mexico City, este casa familiei Kahlo, în care Frida a copilărit, locuind apoi până la sfârșitul vieții. Casa a fost construită în 1907 de către tatăl Fridei, Guillermo Kahlo. Casa a fost donată de Diego Rivera înainte ca acesta să moară, fiind acum muzeu, ce adăpostește multe din lucrările Fridei, manuscrise și diverse lucruri personale. Casa este o destinație extrem de căutată de turiști.

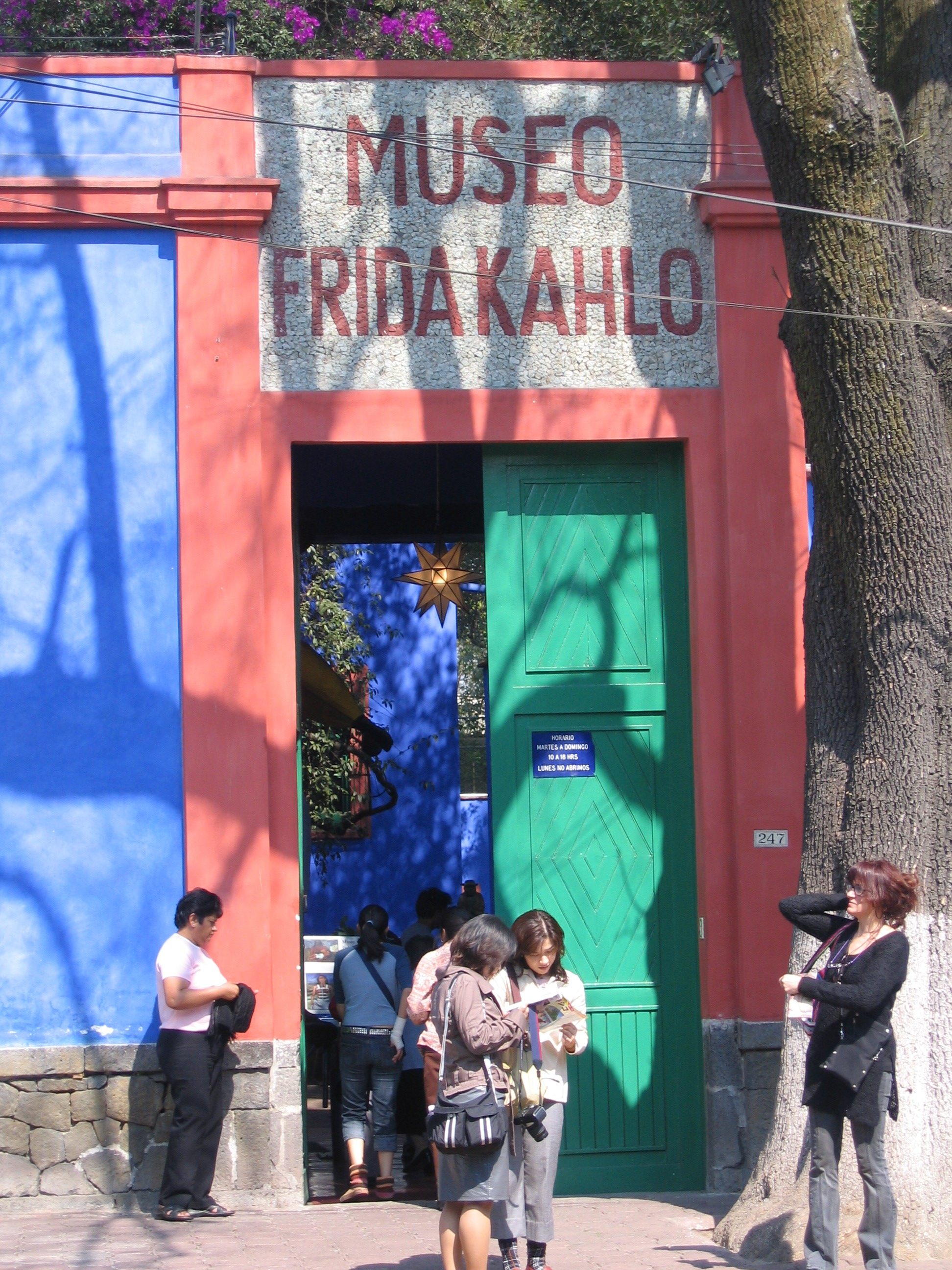
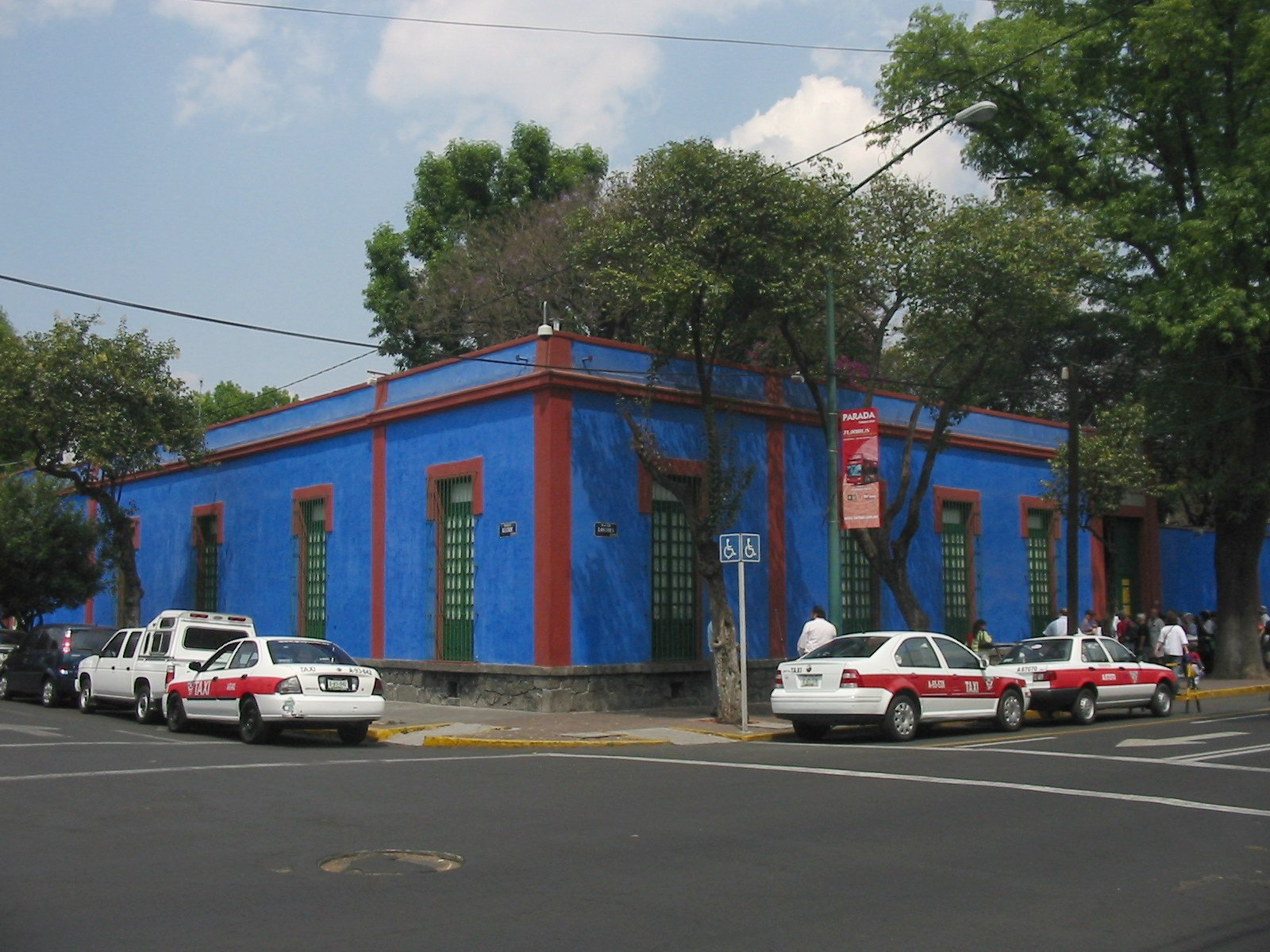
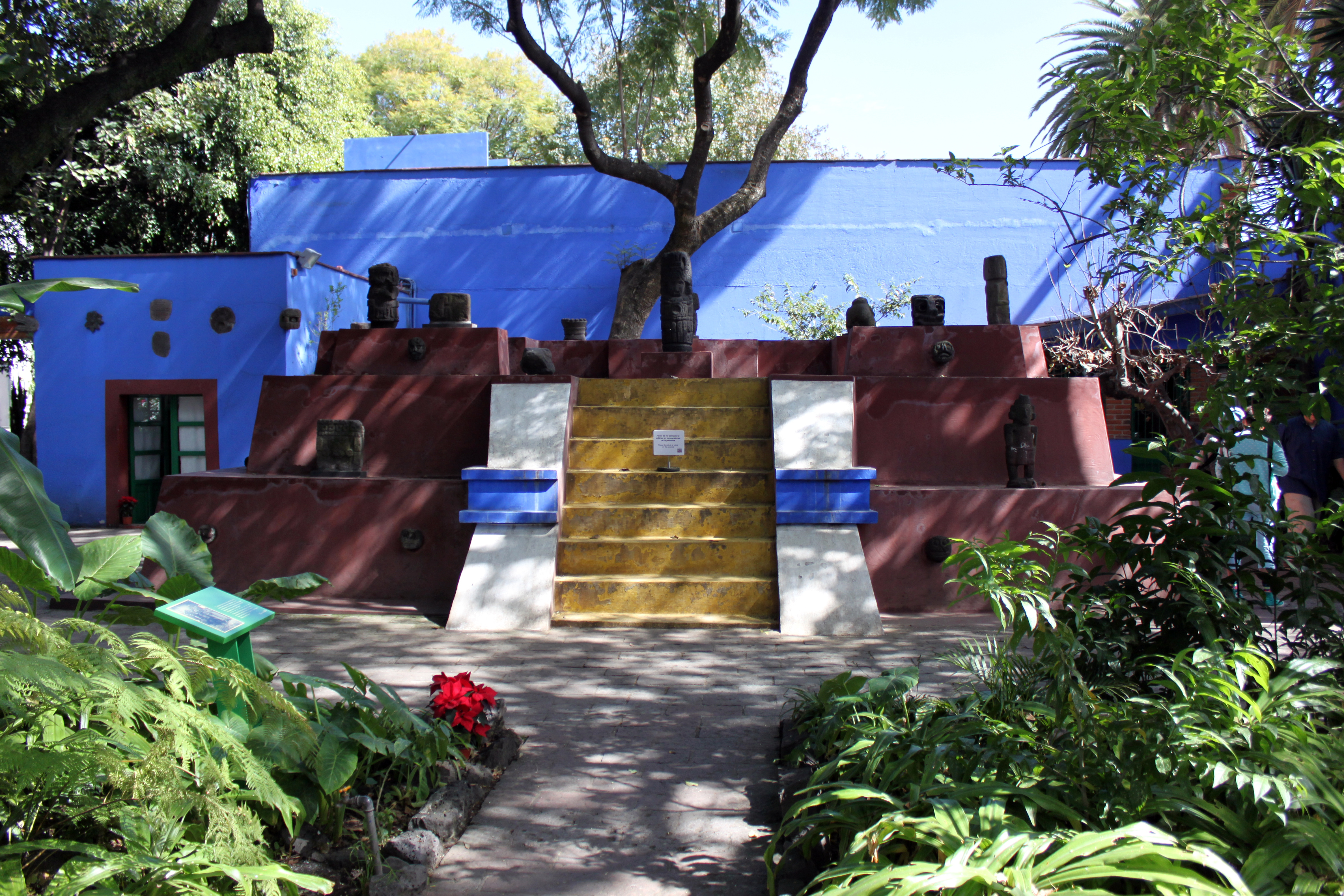
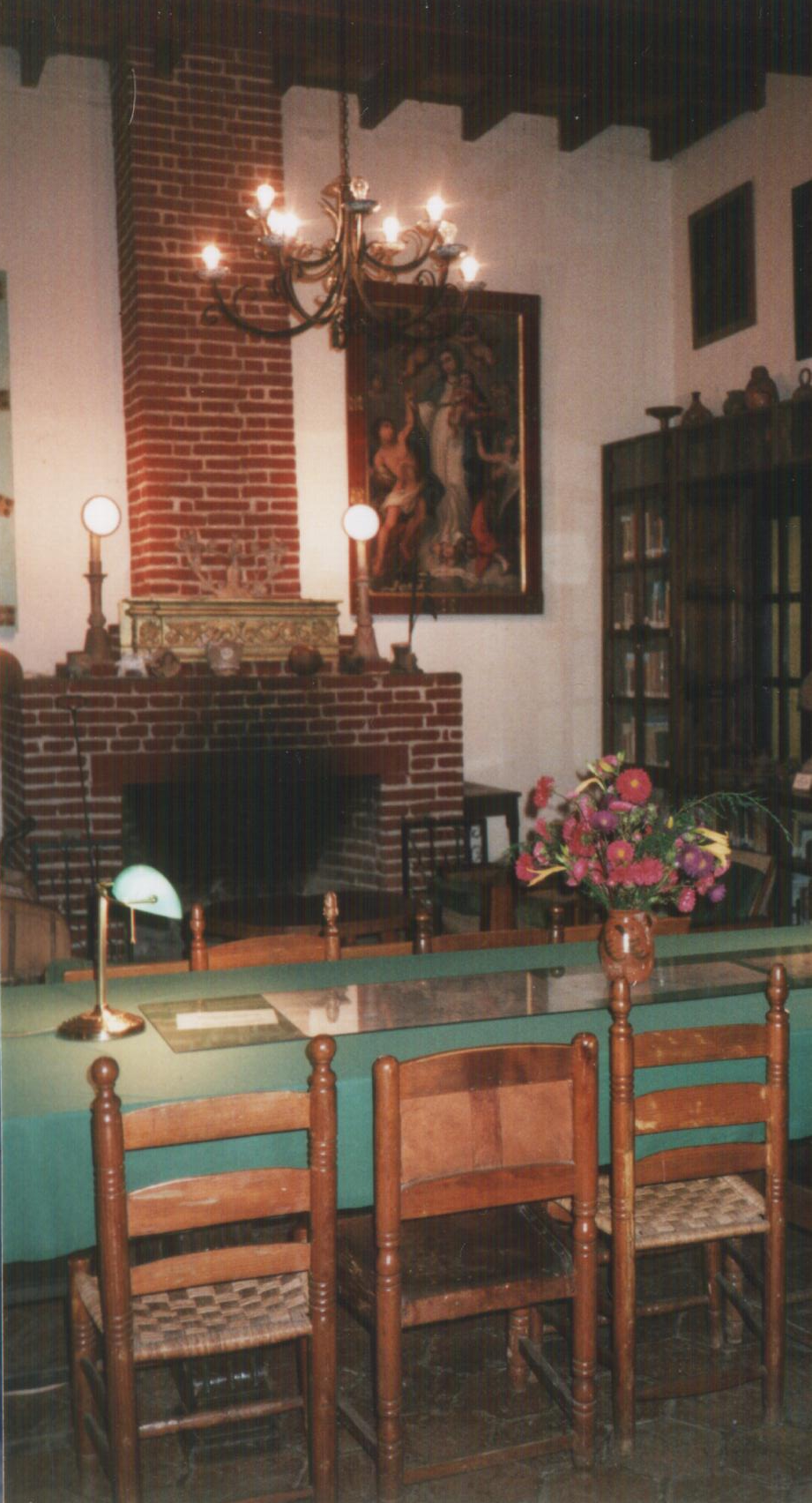

### Film
Viața Fridei Kahlo a fost de multe ori reprezentată în film și portretizată în documentare.
- Prima oară apare în anul 1965 Viața și moartea Fridei Kahlo (The Life and Death of Frida Kahlo), povestită de Karen and David Crommie. Când filmul a fost prezentat la Festivalul Internațional de film din San Francisco, Frida Kahlo era spectatorilor de film aproape necunoscută.
- Frida Kahlo. Documentație, SUA,  1983, 62 min., scenariul și regia: Eila Hershon și Roberto Guerra, distribuitor:  Arthaus Musik (2007), ISBN 978-3-939873-16-7.
- În anul 2000 a fost realizat un scurtmetraj experimental Corsetul Fridei Kahlo de Liz Crow.
- În 2002 apare filmul biografic Frida, al regizoarei Julie Taymor cu Salma Hayek în rolul principal. Filmul care se bazează pe biografia publicată de Hayden Herrera și a fost realizat în Hollywood, a făcut cunoscută artistaq în toată lumea. În film apare într-o scurtă secvență Chavela Vargas („La Llorona“) și de asemenea Lila Downs.

## Picturi
- 1946 - Căprioara rănită

## Alte referințe
- Aguilar, Louis. "Detroit was muse to legendary artists Diego Rivera and Frida Kahlo Arhivat în 14 iulie 2015, la Wayback Machine.." The Detroit News. 6 aprilie 2011.
- Espinoza, Javier. "Frida Kahlo's last secret finally revealed." The Observer at The Guardian. Saturday 11 august 2007.
- "Frida Kahlo, Artist, Diego Rivera's Wife" (obituary). The New York Times. Wednesday, 14 iulie 1954.